# Krásna Lúka
Krásna Lúka je obec na Slovensku v okrese Sabinov.

## Polohopis
Obec se nachází na úpatí Levočských vrchů mezi Torysou a Plavnicí.

### Vodní toky
Přes obec protéká Kučmanský potok.

## Dějiny
První písemná zmínka o obci, v níž se vzpomíná kostel sv. Martina biskupa je z roku 1295. První písemná zmínka, která vzpomíná obec jako farnost je však až z roku 1329. Do roku 1948 se obec jmenovala Šenvíz (název vznikl z německého sousloví Schöne Wiese).